# Бондаренок Гнат Васильович
Гнат Васильович Бондаренок — церковний титар села Кирилівка, шкільний товариш Тараса Шевченка.
Поет гостював у Бондаренка в вересні 1845. Про нього він згадував у листі до В. Г. Шевченка 7 грудня 1859. Спогади Бондаренка про Шевченка надруковано в газеті «Одесский вестник» (2 вересня 1892).